# شهرستان کرونشتادتسکی
شهرستان کرونشتادتسکی (به لاتین: Kronshtadtsky District) یک شهرستان در روسیه است که در سن پترزبورگ واقع شده‌است.